# Nitranská kultura

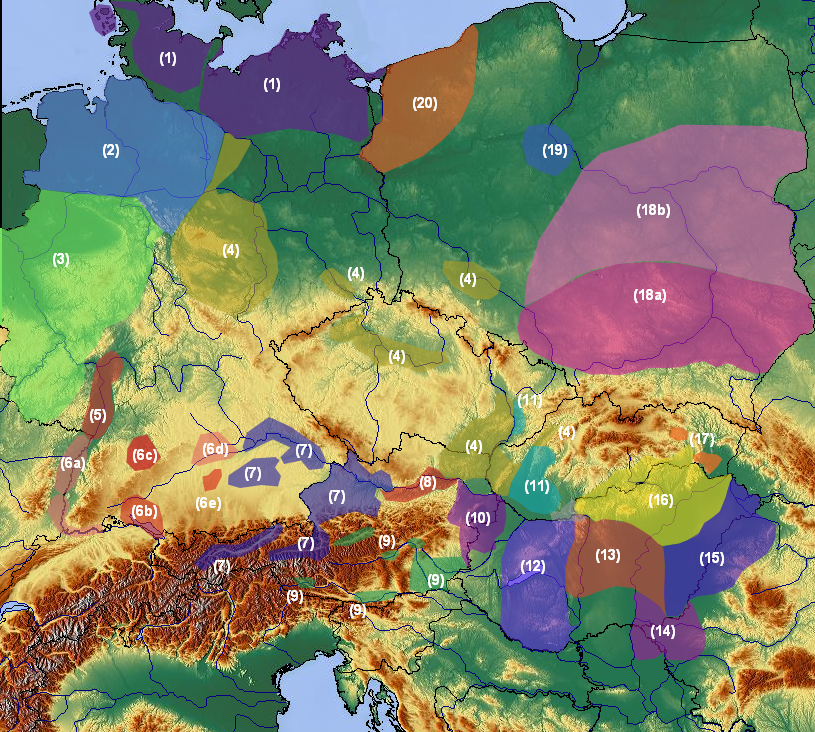
Kultury počátku doby bronzové ve střední Evropě. Nitranská kultura označena číslem (11)

Nitranská kultura též Nitranská skupina (v novější terminologii: epišňůrový přikarpatský kulturní komplex) je archeologická kultura starší doby bronzové, počátku stupně BA1 podle Reineckeho, rozšířená na jihozápadním Slovensku a na východní Moravě. Vznikla vývojem z kultury Chłopice-Veselé a trvala zhruba mezi lety 2000 až 1550 př. n. l. dokud v pozdější fázi stupně BA1 nebyla převrstvena kulturou únětickou. Charakteristickým znakem je měděný šperk ve tvaru vrbového listu.

## Rozšíření
Nitranská kultura dostala název podle koncentrace nálezů v povodí řeky Nitry na Slovensku. Představuje starší období starší doby bronzové na východní Moravě (levý břeh řeky Moravy, jen výjimečně překračuje řeku Moravu i na pravý břeh) a jihozápadním Slovensku. Spolu s kulturou košťanskou na východním Slovensku a mierzanowickou v jižním Polsku tvoří komplex Mierzanowice-Nitra-Košťany (epišňůrový přikarpatský kulturní komplex), který někteří polští badatelé souhrnně označují jako kulturu mierzanowickou.

## Chronologie a periodizace

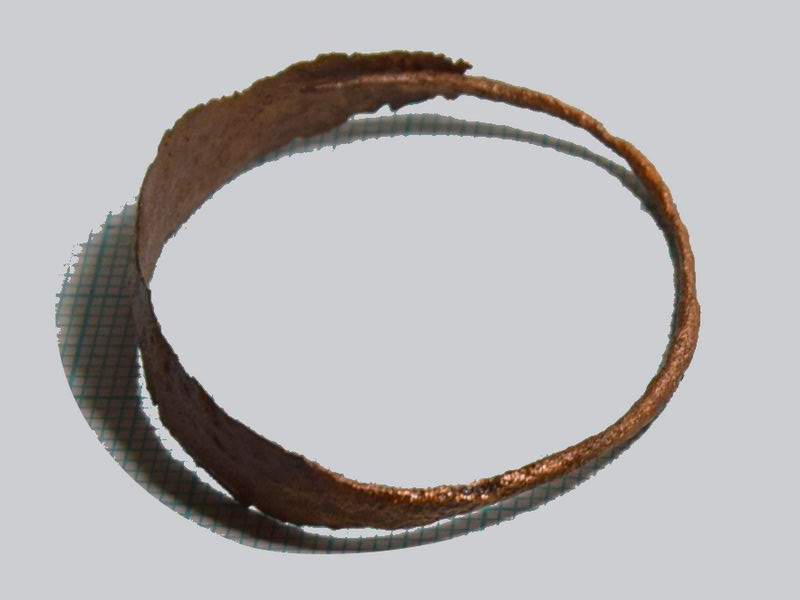
Měděná ozdoba ve tvaru vrbového listu nalezená v ženském hrobě u Holešova

Nitranská kultura vznikla na základě kultury se šňůrovou keramikou a pod vlivem různých skupin v závěru eneolitu a počátku doby bronzové. Zanikla tím, že její nositelé postupně převzali zvyklosti únětické kultury. Periodizace Nitranské kultury se stále vyvíjí.
Anton Točík, který rozpoznal svébytnost této kulturní skupiny a nazval ji Nitranská skupina, rozlišil její dvě fáze:
- Starší – převládají měděné šperky ve tvaru vrbového listu (návaznost na mierzanowickou kulturu v Polsku)
- Mladší – převládají měděné drátěné šperky, zdobené jehlice terčovité, kyperské a kostěné[5]

Později Jozef Bátora při zpracování a vyhodnocování pohřebiště v Jelšovcích rozčlenil Nitransku kulturu na tři fáze:
- Nejstarší je fáze protonitranská (2200–2150 př. n. l.), navazující na kulturu Chłopice-Veselé; je charakteristická velmi bohatou měděnou industrií a zejména výskytem artefaktů ve tvaru vrbového listu (prsteny, náramky, vlasové ozdoby).
- Prostřední fáze klasické nitranské kultury (2150–1930 př. n. l.) se vyznačuje tím, že charakteristická kovová industrie ve tvaru vrbového listu mizí a objevují se jednodušší tvary z měděného drátu. Keramická produkce obsahuje prvky starší únětické kultury.
- Poslední, přechodná fáze nitransko-únětická (1930–1870 př. n. l.) již nese jen velmi málo prvků původní kultury Chłopice-Veselé a převažují zde prvky únětické. Zánik je přičítán rozšíření únětické kultury na východní břeh řeky Moravy, kde zcela asimilovala místní nitranskou kulturu.[6]

Nejnověji Jaroslav Peška a Miroslav Králík navrhli detailnější pětistupňovou periodizaci:
- Protonitranská, časově na úrovni kultury Chłopice. Keramika zdobená otisky šňůry ve formě horizontálních násobných linií, kamenné sekeromlaty a šipky, nátepní destičky, kostěné válcovité korálky, industrie ve tvaru hladkého vrbového listu.
- Časně nitranská, časově na úrovni kultury Veselé. Keramika nezdobená i zdobená otisky šňůry a plastickými aplikacemi, protoúnětická keramika, šipky, nátepní destičky, štípaná industrie, kostěné válcovité korálky, vrbový list hladký i se žebrem, drátěný nákrčník.
- Starší nitranská Keramika zdobená otisky šňůry, avšak typologicky svébytná, vyspělá protoúnětická i starší únětická keramika, nátepní destičky, šipky, kančí kly, štípaná industrie, kostěné válcovité korálky, fajánsové korálky, vrbový list hladký a se žebrem, drátěné ozdoby z jednoduchého i dvojitého drátu, drátěný nákrčník, lunicovitá náušnice typu Příkazy, dýka s výstupkem typu Holešov.
- Klasická nitranská. Nezdobená nitranská keramika, staroúnětická keramika, kostěné a fajánsové korálky, kostěné a parohové nástroje, zvířecí žebra, štípaná industrie, šipky, vrbový list hladký i se žebrem, jednoduchý drát, dvojitý drát i se zpětnou kličkou (Noppenring), náramky s přeloženými konci, plechové trubičky, plechové ozdoby zahnuté, spirálovité trubičky, ploché triangulární dýky.
- Poklasická. Keramika únětického typu, kostěné, fajánsové a perleťové korálky, spirálovité trubičky, zvířecí žebra, industrie už jen drátěná, náramky s přesahujícími se konci, spirálovité náramky, plechové čelenky, terčovité jehlice, jehlice s hlavicí svinutou v očko, ploché zdobené dýky.[7]

## Genetika
U lidí nitranské kultury byla dominantní Y-haploskupina R1a1a1b, která je dnes typická pro obyvatele východní Evropy.

## Dějiny bádání
První nálezy této kultury na Moravě (v 80. letech 19. století) a na Slovensku (1922) byly díky podobnosti hmotného projevu přisouzeny kultuře únětické nebo kultuře se šňůrovou keramikou. V poválečných letech (1956) byla teprve tato kultura Antonem Točíkem vyčleněna, nejprve jako "typ" a "skupina", na základě zpracování nálezů z nalezišť Výčapy-Opatovce, Veľký Grob a jiných. Další bádání v sedmdesátých letech potvrdilo příbuznost kultury s tak zvaným epišňůrovým komplexem kultur ve východní Evropě.
V padesátých letech, při budování holešovského letiště, a v sedmdesátých letech při jeho modernizaci, bylo odkryto také velké pohřebiště (cca 430 hrobů) na jižním okraji města Holešova, které dokumentuje všechny tři fáze vývoje nitranské kultury, od kultury Chłopice-Veselé až po zánik vlivem kultury únětické. Byla odkryta i další velká pohřebiště dokumentující nepřetržitý vývoj kultury, na Slovensku Jelšovce, Nová Ves,[která?] Ivanka pri Dunaji a na Moravě Slatinice. Sídliště nitranské kultury dlouho nebyla známa, a její charakteristické rysy byly proto stanoveny na základě hrobových inventářů z pohřebišť. 
Přelom v poznání nitranské kultury přinesl záchranný výzkum předcházející výstavbě dálnice D1. Na ploše budoucí křižovatky D1 a silnice R49 severně od města Hulín bylo v letech 2004–2005 a 2008–2009 objeveno pět sídlišť a tři pohřebiště nitranské kultury. Na zkoumaném prostoru bylo odkryto přes 1000 zahloubených sídlištních objektů, 108 hrobů a dva hliníky.  Další významné nálezy přinesl záchranný výzkum provázející transformaci letiště v Holešově na strategickou průmyslovou zónu v letech 2008 až 2011. Další sídliště odhalil výzkum předcházející stavbě dálnice D1 v Oseku nad Bečvou v letech 2012 až 2014. Zde bylo odkryto celkem 217 sídlištních objektů (sklípky, stopy nadzemních konstrukcí), čtyři poměrně velké hliníky a tři hroby.

## Sídliště
Odhalená sídliště nitranské kultury se často překrývají s osídlením předchozích i následujících kultur. Osady byly v těsné blízkosti vodních toků (vzdálené max. 300 m), avšak mimo záplavovou oblast, na nevysokých rozlehlých návrších, častěji na jižním svahu. Pozůstatky osady tvoří kumulace rozměrných kónických zásobních sklípků vzdálených asi 20 m od sebe. Jen výjimečně se podařilo zjistit také kůlové jamky v lichoběžných nebo téměř rovnoběžných řadách (pozůstatky nadzemních konstrukcí, snad domů). Na dně zásobních jam byly někdy objeveny pozůstatky zvířat a to převážně domestikovaných (tur, prase, ovce, koza, pes, kůň), ale i divokých (pratur evropský, jelen lesní, liška, zajíc), kamenné zrnotěrky a keramika bohatě zdobená liniemi otisků šňůry a jiným dekorem (džbány, dvouuché amfory, zásobnicovité hrnce), která připomíná nálezy mierzanowické sídlištní keramiky i nálezy ze slovenského Čataje, které spadají do první fáze nitranské kultury.

## Pohřbívání
Pohřební ritus kultury nitranské navazuje na ritus kultur epišňůrového komplexu. Zemřelí jsou pohřbíváni ve skrčené poloze, muži na pravém boku s hlavou směrem k západu, zatímco ženy na levém, s hlavou k východu. Obličej téměř vždy směřuje na jižní, slunečnou stranu. Hroby jsou oválného tvaru, někdy upravené stupňovitě nebo vymazány vápenatou vrstvou. Zřídka je doloženo pochování ve vydlabané rakvi nebo dřevěné komoře, zabalení do rohože, proutí, plátna nebo kůže. Někdy jsou kostry posypány okrovým barvivem, což odkazuje ke zvykům kultur ve východní Evropě. Kromě jednotlivých pohřbů se objevují i pohřby několika osob najednou. Na pohřebištích byly nalezeny jen řídce pohřby dětí do dvou let života. Tyto pohřby tedy buď nebyly rozpoznány, nebo se takto malé děti vůbec nepohřbívaly.
Vykrádání, nebo následné otvírání hrobu, je také zaznamenáno, ale je v nižší míře (30 %), než u kultury únětické.
Jako milodary byly do hrobů vkládány dary v podobě bronzových předmětů nebo mědi, zejména šperky, ale zřídka i nástroje. Častější je výbava kamenná štípaná (hroty šípů, čepele) a broušená (sekerky) nebo parohová (šídla, sekeromlaty, jehlice). Ve značném množství se objevují parohové, perleťové, skleněné a další korálky, které tvořily součást oděvu a šperků, a které jsou charakteristickým znakem kultur v okolí Karpat. Keramika se v hrobech objevuje vzácně a je špatně vypálená, což je nápadný rozdíl oproti zvykům sousední kultury únětické.
Do hrobů mužů byly vkládány kančí kly, zbraně, lukostřelecká výbava (zejména šípy a chrániče zápěstí), polotovary nástrojů a masitá potrava. Tento zvyk je dokladem víry v posmrtný život.

### Pohřebiště
Pohřebiště byla ve vzdálenosti několika desítek metrů od osady, někdy se okraje osady a pohřebiště překrývaly (avšak zřejmě v různých dobách). Dosud byly na Moravě objeveny dva modely uspořádání: velká centrální osada s několika menšími skupinovými pohřebišti okolo (Hulín), nebo velkoplošná pohřebiště čítající až stovky hrobů doprovázená v určité vzdálenosti malými osadami (Holešov).

#### Morava
- Holešov - Bylo odkryto 430 hrobů se špatně dochovanými kosterními pozůstatky, z toho 10 patřilo lidu se zvoncovitými poháry. Je zde zachycen vývoj nitranské kultury od počátků z kultury Chłopice-Veselé, do zániku vlivem kultury únětické. Vedle typických měděných ozdob ve tvaru vrbového listu se našlo velké množství korálků, keramiky a štípané industrie (mj. dosud největší počet šípových hrotů). Výzkum byl proveden v letech 1950, 1964–1970 a byl souborně publikován v roce 1985 (Ondráček-Šebela a kolektiv).[16][9] Vyhodnocování nálezů z Holešova stále probíhá.[17]
- Hulín – Dosud odkryto 108 hrobů v několika malých pohřebištích (méně než dvacet hrobů) se špatně dochovanými kosterními pozůstatky a velmi chudou výbavou (keramika, kostěné a měděné šperky, většina hrobů však bez výbavy), která ukazuje na starší a klasickou fázi kultury. V dalším prostoru bylo odkryto jedno velké pohřebiště (na základě geofyzikálního měření se odhaduje na 150 hrobů) rovněž s chudou výbavou (keramika, industrie ve tvaru vrbového listu, kamenné nástroje), která odpovídá starší fázi nitranské kultury.[11]
- Hroznová Lhota (115 hrobů)
- Moravská Nová Ves
- Osek nad Bečvou
- Polešovice – odkryto asi 50 hrobů z konce doby kamenné a počátku doby bronzové; mj. měděné čelenky, jehlice a kamenné hroty šípů nitranské kultury.[18]
- Příkazy
- Slatinice

#### Slovensko
- Ludanice-Mýtná Nová Ves (kolem 500 hrobů)
- Branč
- Čierny Brod
- Gáň[19]
- Hurbanovo
- Ivanka pri Dunaji
- Jelšovce
- Nitra – Čermáň
- Šaľa I.
- Tvrdošovce
- Veľký Grob
- Výčapy-Opatovce